# Lipen
Lipen (bułg. Липен) – wieś w Bułgarii, w obwodzie Montana, w gminie Montana. Według danych szacunkowych Ujednoliconego Systemu Ewidencji Ludności oraz Usług Administracyjnych dla Ludności, 15 września 2023 roku miejscowość liczyła 332 mieszkańców.
We wsi znajduje się monaster, cerkiew i czitaliszte Probuda wybudowane w 1926 roku.

## Osoby związane z miejscowością
Tutaj urodziła się i dorastała sportsmenka Petkana Makaweewa.